# Bệnh viện Đa khoa Tây Ninh
Bệnh viện Đa khoa Tây Ninh là một bệnh viện đa khoa nằm ở thành phố Tây Ninh, tỉnh Tây Ninh. Đây là bệnh viện tuyến cuối trên địa bàn tỉnh Tây Ninh. Đây là bệnh viện đa khoa (BVĐK) hạng II thuộc tuyến chuyên môn cao nhất của tỉnh, BVĐK Tây Ninh có quy mô 700 giường bệnh, với tổng cộng 30 khoa phòng.

## Lịch sử
Trong giai đoạn 2015 – 2020, Bệnh viện đã triển khai Đề án nâng cao chất lượng bệnh viện, sắp xếp lại khoa phòng, thực hiện Đề án thu hút nhân tài của UBND tỉnh; hoàn thiện hệ thống cấp cứu, khám, chữa bệnh ngoại trú và điều trị nội trú.
Ngày 23 tháng 3 năm 2020, hai ca mắc COVID-19 đầu tiên của tỉnh Tây Ninh được đưa đến điều trị tại Bệnh viện với sự hướng đãn của Bệnh viện Chợ Rẫy.
Ngày 26 tháng 7 năm 2021, Bệnh viện Đa khoa Tây Ninh đã chuyển công năng sang chuyên điều trị COVID-19.
Ngày 24 tháng 9 năm 2021, Bệnh viện Đa khoa Tây Ninh bắt đầu tiếp nhận trở lại khám, chữa bệnh cho bệnh nhân cấp cứu và bệnh nặng tuyến dưới chuyển lên. Đối với bệnh COVID-19, bệnh viện vẫn sẽ tiếp tục điều trị ở khu vực riêng.
Chiều ngày 30 tháng 7 năm 2022, tại UBND tỉnh Tây Ninh, Sở Y tế Tây Ninh và Bệnh viện Nhân dân 115 ký kết thỏa thuận hợp tác về chuyển giao kỹ thuật khám, chữa bệnh.

## Lãnh đạo
- Giám đốc Bệnh viện: BSCKII Liêu Chí Hùng.[11]
- Phó Giám đốc Bệnh viện: BSCKII Nguyễn Thái Bình, BSCKII Trang Anh Dũng, BSCKII Phan Thanh Tâm.[11]

## Sự cố

### Tự tử trong khuôn viên bệnh viện
Ngày 18 tháng 7 năm 2022, lãnh đạo Bệnh viện Đa khoa Tây Ninh xác nhận có vụ việc một người đàn ông nhảy lầu tử vong tại bệnh viện. Người đàn ông này đã nhảy từ lầu 2 khu vực khoa Chẩn đoán hình ảnh xuống đất và tử vong tại chỗ.